# Novomoskovsk
Novomoskovsk (rus: Новомоско́вск) és una ciutat russa de l'óblast de Tula. És coneguda entre altres coses per situar-s'hi el naixement del riu Don.
Durant el segle xviii, s'hi situaven les propietats familiars dels comtes Bobrinski, que es van industrialitzar al final del segle xix. La ciutat es va fundar oficialment l'any 1930 amb el nom de Bobriki (Бобрики), i es va seguir desenvolupant durant el període soviètic gràcies a la mineria de lignit. El 1933, va passar a anomenar-se Stalinogorsk (Сталиногорск). Durant la Segona Guerra Mundial va ser ocupada vint dies per l'exèrcit alemany des del 22 de novembre de 1941 a l'11 de desembre del 1941 durant la batalla de Moscou. L'any 1961 va rebre el seu nom actual, com a part de les polítiques de desestalinització. La ciutat va ser premiada amb l'Orde de la Bandera Roja del Treball el 14 de gener del 1971.